# Liopeltis philippinus
Espèce
Synonymes
- Ablabes philippinus Boettger, 1897

Liopeltis philippinus est une espèce de serpent de la famille des Colubridae.

## Répartition
Cette espèce est endémique des Philippines. Elle se rencontre sur l'île de Palawan et dans les Calamian, notamment Busuanga et Culion.

## Description
Dans sa description Boettger indique que l'un des spécimens en sa possession mesure environ 63 cm dont 24 cm pour la queue.

## Étymologie
Son nom d'espèce, philippinus, lui a été donné en référence au lieu de sa découverte.

## Publication originale
- Boettger, 1897 : Neue Reptilien und Batrachier von den Philippinen. Zoologischer Anzeiger, vol. 20, p. 161-166 (texte intégral).